# Igeltjärnen (Gnarps socken, Hälsingland)
Igeltjärnen är en sjö i Nordanstigs kommun i Hälsingland och ingår i Gnarpsåns huvudavrinningsområde. Sjön har en area på 0,044 kvadratkilometer och ligger 52,2 meter över havet. Sjön avvattnas av vattendraget Igeltjärnsbäcken.

## Delavrinningsområde
Igeltjärnen ingår i det delavrinningsområde (688382-157746) som SMHI kallar för Mynnar i Gnarpsån. Medelhöjden är 66 meter över havet och ytan är 10,84 kvadratkilometer. Det finns inga avrinningsområden uppströms utan avrinningsområdet är högsta punkten. Igeltjärnsbäcken som avvattnar avrinningsområdet har biflödesordning 2, vilket innebär att vattnet flödar genom totalt 2 vattendrag innan det når havet efter 8 kilometer. Avrinningsområdet består mestadels av skog (55 procent), öppen mark (12 procent) och jordbruk (24 procent). Avrinningsområdet har 0,04 kvadratkilometer vattenytor vilket ger det en sjöprocent på 0,4 procent. Bebyggelsen i området täcker en yta av 0,41 kvadratkilometer eller 4 procent av avrinningsområdet.